# واقعه درمانگاه قرآن و عترت قم
واقعه درمانگاه قرآن و عترت قم اشاره به کشمکش بین یک زن و آخوندی در چهارشنبه ۱۶ اسفند ۱۴۰۲ دارد که گفته‌شده در حال تصویربرداری مخفیانه از زن بوده‌است. این زن پس از اطلاع از اقدام تصویربرداری، از آخوند می‌خواهد که تصویر را پاک کند اما با مقاومت او مواجه می‌شود. در اسفندماه ۱۴۰۲، پخش تصاویر این درگیری در رسانه‌ها و شبکه‌های اجتماعی باعث واکنش‌های گسترده‌ای شد.

## شرح واقعه
روز شنبه ۱۹ اسفند ۱۴۰۲ ویدیویی در رسانه‌ها منتشر شد که حاکی از درگیری بین یک و زن و یک شخص معمم بود. در ابتدای این ویدیو نشان‌داده‌می‌شود که مرد معمم به‌طور مخفیانه در حال تصویربرداری با موبایل از زنی است که روی زمین نشسته، به دیوار تکیه داده و نوزادی در بغل دارد و شالش روی شانه‌اش افتاده‌است. در ادامه ویدیو کشمکش زن با مرد دیده می‌شود که او را بابت تصویربرداری مخفیانه شماتت می‌کند و درخواست حذف تصویر را دارد. بررسی رسانه‌ها نشان داد که شخص تصویربردار یک طلبه و مدرس در حوزه علمیه قم است.
پس از انتشار ویدیو، اخباری با استناد به کانال‌های خبری نزدیک به هواداران جمهوری اسلامی مبنی بر دستگیری زن و تعطیل‌شدن درمانگاه منتشر شد اما دادستان قم این اخبار را تکذیب کرد و گفت دستور شناسایی اشخاصی که فیلم واقعه را منتشر کرده‌اند را صادر کرده‌است. این درگیری در روز چهارشنبه، شانزدهم اسفند ۱۴۰۲ اتفاق افتاد و فیلم آن چند روز بعد، نخستین بار از طریق ایران اینترنشنال منتشر شد.

### دستگیری چند نفر به اتهام انتشار فیلم
چند روز پس از رسانه‌ای شدن ماجرا، معاون دادستان قم گفت که چهار نفر «پس از تحقیقات شبانه‌روزی» به اتهام انتشار فیلم این واقعه بازداشت شده‌اند.

## واکنش‌ها
- سکینه‌سادات پاد، دستیار ابراهیم رئیسی در پیگیری حقوق و آزادی‌های اجتماعی گفت: «... آن طلبه روحانی که می‌خواهد امر به معروف و نهی از منکر کند، چرا عکس و فیلم می‌گیرد؟» او همچنین از دوقطبی ایجادشده در جامعه ابراز تأسف کرد.[۶]
- محمدجواد آذری جهرمی، وزیر اسبق ارتباطات گفت: «روحانیت شیعه ملجاء و پناه مردم بوده نه مخبر و عکاس!»[۷]
- عباس عبدی، روزنامه‌نگار با توجه به این واقعه گفت جایگاه روحانیت شیعه نزد مردم نسبت به پیش از انقلاب ۱۸۰ درجه تغییر کرده‌است.[۸] او همچنین گفت: در مشهد فرد بی‌پناهی به‌دلیل سرما در مخزن زباله شهری یخ می‌زند و می‌میرد، اما هیچ روحانی‌ای در آنجا برای تصویربرداری و تلقین میت حاضر نیست.[۹]
- سیدمحمدعلی ایازی، عضو مجمع محققین و مدرسین حوزه علمیه قم، عکس گرفتن از افراد را دخالت در حریم خصوصی آن‌ها دانست.[۱۰]
- مینو خالقی ضمن اشاره به این حادثه، طرح‌هایی چون جریمه بی‌حجابی را در راستای تقابل با اراده عمومی دانست.[۱۱]
- محمدعلی ابطحی، نتیجه اقدام شخص معمم در فیلم را «نفرت از دین و آخوند» دانست.[۱۲]
- سید عباس صالحی، وزیر سابق فرهنگ و ارشاد اسلامی اقدام شخص معمم را «خبرچینی» و مغایر با تکلیف امر به معروف و نهی از منکر خواند.[۱۳]
- میترا حجازی‌پور، بازیکن شطرنج در واکنش به این واقعه گفت: «این لحظه لخت‌کردن جمهوری اسلامی در زمین خودی بود.»[۱۴]
- محمد فاضلی در واکنش به این واقعه در کانال تلگرام خود ضمن توصیه مقامات جمهوری اسلامی به احترام به حریم خصوصی مردم نوشت: «... از پیشینه سیاه دوره پیوند قدرت و دین در کلیسای مسیحی، از قرون تاریک، درس بگیرید.»[۱۴]
- علی بهجت فرزند محمدتقی بهجت در واکنش به این واقعه گفت: «طلبه باید سرش را پایین بیندازد و تا وقتی خودش را مهذب نکرده وارد این مسائل نشود. طلبه‌ای که مقید نباشد خودش را مهذب کند چگونه می‌تواند جامعه را مهذب کند؟! وقتی شما بخواهید با گرفتن عکس ناموس مردم، جامعه را اصلاح کنید نتیجه‌اش همین می‌شود که می‌بینیم. تبعات منفی آن همین واکنش‌ها و عکس‌العمل‌های منفی است که در جامعه شاهد آن هستیم. خودت را درست نکرده‌ای و بر نفس خودت مسلط نشده‌ای، حالا می‌خواهی بروی دیگران را اصلاح کنی؟ آن هم با گرفتن عکس و… ؟! خودت را نتوانستی اصلاح کنی، جامعه را می‌توانی اصلاح کنی.. ! غلط است به فکر اصلاح جامعه باشی اگر خودت را اصلاح نکرده باشی. مقلد کدام مرجع تقلید هستی که به تو فتوا داده و اجازه داده که اگر خانمی با چنین وضعی بود تو می‌توانی از او عکس بگیری و بگویی منظورم این است که مثلاً او را معرفی کنم؟! در کتاب‌ها و در رساله‌های عملیه نوشته شده‌است بروید ببینید در کجای بحث امر به معروف و نهی از منکر نوشته شده‌است که عکسش را بگیری و ببری؟! خداوند عاقبت همه ما را ختم به‌خیر کند.»[۱۵]

### سلیطه
پس از انتشار ویدیوی کشمکش بین زن و آخوند، گروهی از حامیان حکومت جمهوری اسلامی در شبکه‌های اجتماعی به‌طور هماهنگ با «سلیطه» خواندن آن زن، انگشت اتهام را به‌سوی او گرفتند. در واکنش عده‌ای فعالان حقوق زنان با استفاده از هشتگ #ما_سلیطه‌ایم نسبت به تحقیرهای تاریخی علیه خود اعتراض کردند.